# Shrove Point
Der Shrove Point (englisch für Fastnachtsdienstagspitze) ist eine Landspitze am südöstlichen Ende von Candlemas Island im Archipel der Südlichen Sandwichinseln.
Wissenschaftler der britischen Discovery Investigations benannten sie so, weil sie ihre Kartierung an einem Fastnachtsdienstag, konkret am 4. März 1930, vorgenommen hatten.